# Monti Ilmen

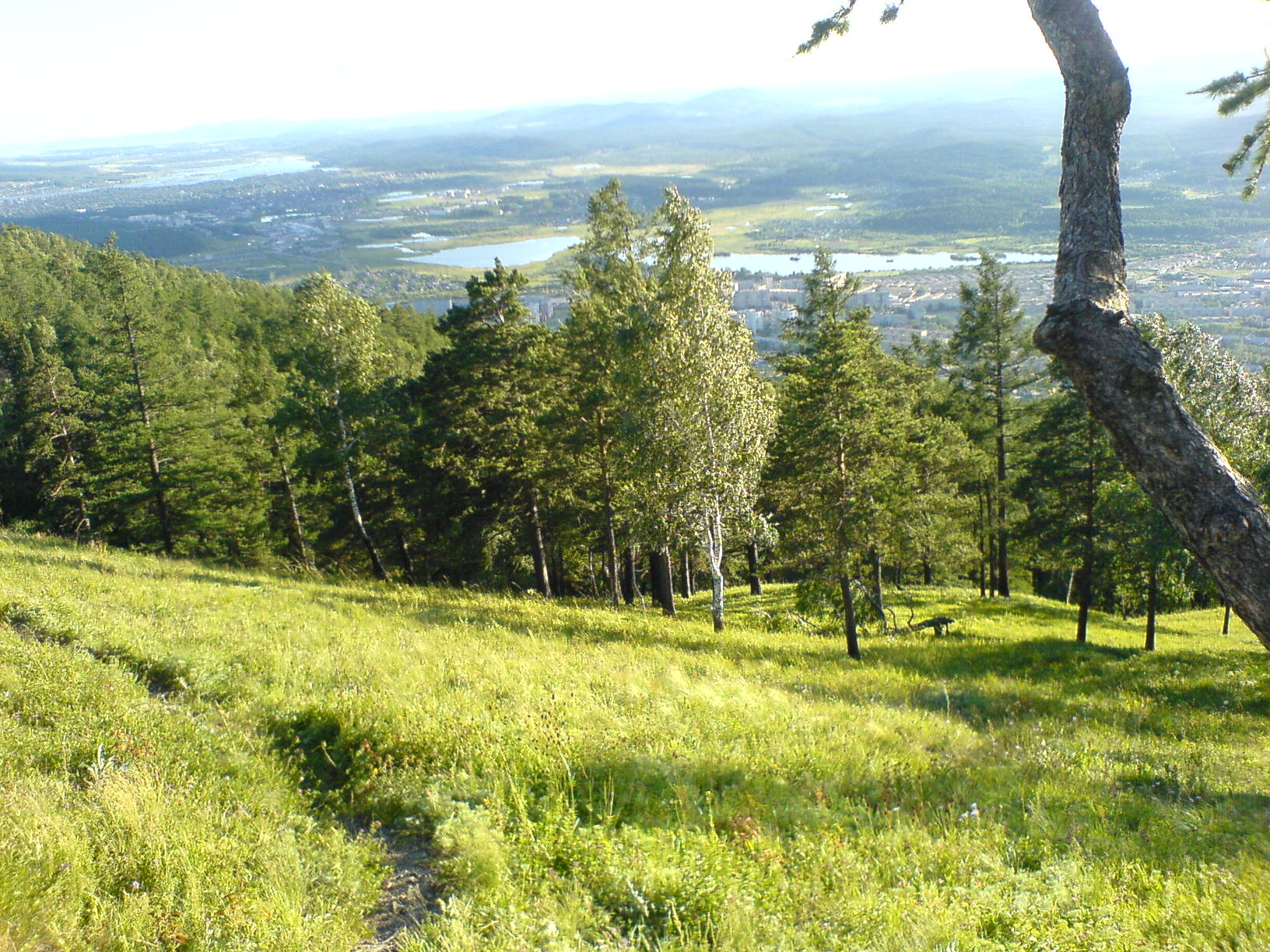
La città di Miass e la valle omonima viste dai Monti Ilmen.

I Monti Ilmen (in lingua russa: Ильменские горы, Ilmenskie góry), sono un gruppo montuoso che fa parte degli Urali meridionali, la porzione più meridionale della più estesa catena dei monti Urali, in Russia.
Dal punto di vista amministrativo si trovano nell'Oblast' di Čeljabinsk, nel territorio della città di Miass, suddivisi tra i distretti di Čebarkul'skij e Argajašskij.
Sono tra i candidati per essere inseriti nella lista del Patrimonio dell'umanità dell'UNESCO.

## Aspetti geografici
I pendii dei monti Ilmen sono ricoperti di foreste di conifere (abeti bianchi, abeti rossi e larici) oltre che di betulle. Nella fascia pedemontana si trovano molti prati oltre a vaste zone paludose o acquitrinose. I Monti sono delimitati da terreni collinari boscosi a est, mentre a ovest dalla valle del fiume Miass, che li separa dalla catena montuosa principale degli Urali. Rappresentano quindi il confine orientale degli Urali alla loro latitudine geografica.

## Aspetti geologici e minerari
I Monti Ilmen sono costituiti da granito, gneiss, rocce magmatiche e rocce metamorfiche.
I Monti Ilmen sono molto conosciuti e sono stati sfruttati per molto tempo per le loro risorse minerarie che consistono in pietre preziose come il topazio e minerali rari o pregiati come berillo e amazzonite, contenuti nella pegmatite e nelle sieniti nefeliniche.
Dopo l'intenso periodo di sfruttamento, la maggior parte dei Monti Ilmen si trova oggi all'interno della Riserva naturale dei Monti Ilmen dove sono vietate tutte le attività di estrazione mineraria.

### Minerali
La ricchezza mineraria dei Monti Ilmen comprende più di 180 diversi tipi di minerali. Alcune tipologie sono anzi state scoperte per la prima volta proprio tra questi monti, come l'ilmenite che deriva il suo nome proprio da questi monti, la miassite che deriva il suo nome dal fiume e dalla città di Miass, la monazite, scoperta nel 1824-1826, la cancrinite, scoperta dal mineralogista tedesco Gustav Rose nel 1839, la samarskite. Vanno aggiunti l'apatite, il granato, la fenaksite, lo zircone e il topazio.